# ルブア・アット・ステート・タワー
座標: 北緯13度43分17.0秒 東経100度31分01.2秒 / 北緯13.721389度 東経100.517000度
ルブア・アット・ステート・タワー（lebua at State Tower）は、タイの首都であるバンコク・バーンラック区にある最高級ホテル。旧名称はメリタス・スイート・ステート・タワーで、2006年2月に現名称に変更した。

## 特徴
シーロム通りとチャルンクルン通りの交差点近くに建つ超高層ビル「ステート・タワー」内にあるホテル。客室は全室バルコニーとキッチン付きのスイートタイプで、一番狭い客室でも約66平方メートルの広さを誇る。客室は21～26階と51階～59階にあり、全ての客室にバルコニーが備わっており、チャオプラヤー川やバンコクの夜景を楽しむことができる。バルコニーのドアには開けられない旨の注意書きがあるが、同意書にサインし解錠してもらうことでバルコニーに出られるようになる。アメニティはかつてブルガリを使用していたが、現在はホテルオリジナルブランド等に切り替わった。
ステートタワー最上部にはレストランとバーの複合施設であるザ・ドーム（THE DOME AT STATE TOWER）がある。
2003年開業、198室。

## 設備
- シロッコ（SIROCCO）　63階にある屋外レストラン
- メザルーナ（mezzaluna）　65階にあるイタリア料理レストラン
- ディスティル（distil）　64階にあるバー
- ブリーズ（breeze） 51、52階にあるタイ料理、シーフードレストラン

シロッコ、メッツァルナ、ディスティルはザ・ドーム内にある飲食施設だが、ブリーズはザ・ドーム内の飲食施設ではない。
- プール　屋外に1か所

など